# Jarosław Gołowanow
Jarosław Kiriłłowicz Gołowanow (ros. Яросла́в Кири́ллович Голова́нов; ur. 2 czerwca 1932 w Moskwie zm. 21 maja 2003 tamże) – radziecki pisarz i dziennikarz. Autor utworów science fiction. Wchodził w skład zespołu pisarzy tworzących wspólnie pod pseudonimem Paweł Bagriak. Zwycięzca dwóch nagród dziennikarskich Złote Pióro Rosji. Zasłużony Pracownik Kultury RFSRR (1982). Pochowany na Cmentarzu Daniłowskim w Moskwie.

## Nagrody
- Nagroda Związku Dziennikarzy Federacji Rosyjskiej Złote Pióro Rosji (2001)[3]